# Migliori prestazioni europee nel pentathlon
La lista delle migliori prestazioni europee nel pentathlon, aggiornata periodicamente dalla World Athletics, raccoglie i migliori risultati di tutti i tempi delle atlete europee nella specialità del pentathlon.

## Femminili

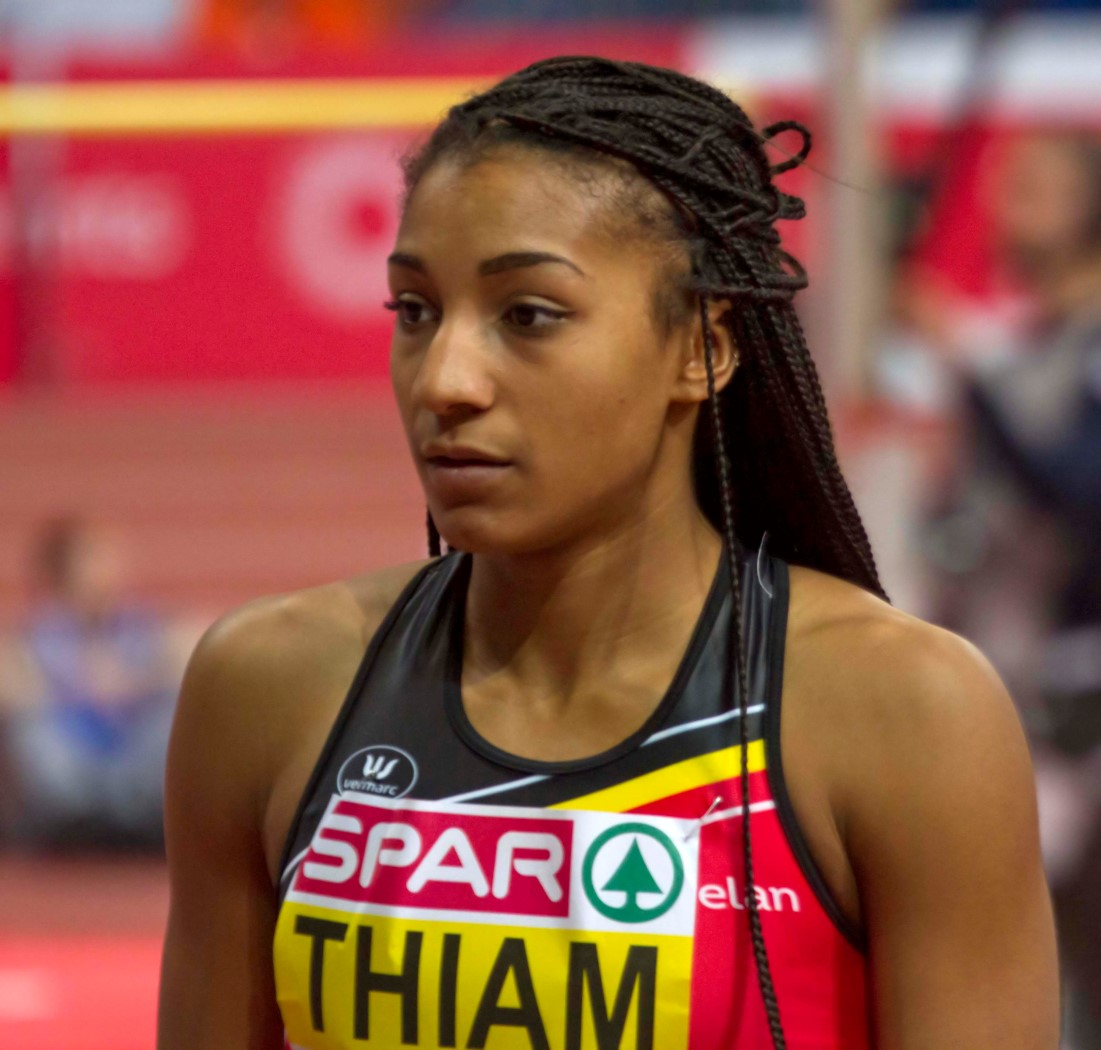
Nafissatou Thiam, detentrice del record europeo e mondiale del pentathlon

Statistiche aggiornate al 6 marzo 2023.
|     | Punti | Atleta                    | Luogo      | Data             |
| --- | ----- | ------------------------- | ---------- | ---------------- |
| 1.  | 5 055 | Nafissatou Thiam          | Istanbul   | 3 marzo 2023     |
| 2.  | 5 014 | Adrianna Sułek            | Istanbul   | 3 marzo 2023     |
| 3.  | 5 013 | Natalija Dobryns'ka       | Istanbul   | 9 marzo 2012     |
| 4.  | 5 000 | Katarina Johnson-Thompson | Praga      | 6 marzo 2015     |
| 5.  | 4 991 | Irina Belova              | Berlino    | 15 febbraio 1992 |
| 6.  | 4 965 | Jessica Ennis-Hill        | Istanbul   | 9 marzo 2012     |
| 7.  | 4 948 | Carolina Klüft            | Madrid     | 4 marzo 2005     |
| 8.  | 4 929 | Noor Vidts                | Belgrado   | 18 marzo 2022    |
| 9.  | 4 927 | Kelly Sotherton           | Birmingham | 2 marzo 2007     |
| 10. | 4 896 | Ekaterina Bolshova        | Mosca      | 7 febbraio 2012  |